# Кравченко Зоя Борисівна
Кра́вченко Зо́я Бори́сівна (* 10 квітня 1954, Росія) — українська акторка, артистка Київського театру оперети. Заслужений працівник культури України (2011).

## Життєпис
Працювала в Миколаївському українському театрі драми і музичної комедії.
З 1997 — артистка-вокалістка Київського театру оперети.
Брала активну участь в музично-літературному проекті Олександра Кравченка «І на оновленій землі…», в якому Зоя Кравченко і Ганна Коваль створили низку прекрасних образів різнохарактерних героїнь творів Т. Г. Шевченка, «перевтілюючись то в Тітарівну, то Лілею, у Катерину, Відьму, Сліпу… Театральні мініатюри супроводжувала музика Лятошинського, Шашкевича, Борисюка та інших українських композиторів».
Знялась у фільмі: «Пам'ятай» (Изгой) (1991) режисера В. Савельєва (грала разом з чоловіком Олександром Кравченком і донькою Танечкою).
13 березня 2014 З. Кравченко серед інших діячів культури поставила свій підпис під «Заявою від діячів культури України до творчої спільноти світу».

## Ролі
- Королева Трансільванії («Моя чарівна леді» Ф. Лоу)
- Мати («Лампа Аладдіна» С. Бедусенка)
- Суничка, Тітонька Кукурудза («Чіполіно» В. Домшинського)
- Ельга («Весела вдова» Ф. Легара)
- Броня («Таке єврейське щастя» І. Поклада)
- Арно («Фіалка Монмартру» І. Кальмана)
- Мудрунчик («Білосніжка та семеро гномів» В. Домшинського)
- Мамка-нянька («Пригоди бременських музикантів» Г. Гладкова)
- Кума («За двома зайцями» В. Їльїна та В. Лукашова)
- Сільвія («Мадемуазель Нітуш» Ф. Ерве)
- Шинкарка («Сорочинський ярмарок» О. Рябова)
- Курка («Кицькин дім» П.Вальдгарда)